# Diane Kruger
Diane Kruger (Algermissen, 15 de juliol de 1976) és una actriu i model alemanya coneguda a nivell internacional, sobretot, per la seva interpretació d'Helena de Troia a Troia. Altres pel·lícules populars en les que també ha participat són les sèries d'aventures National Treasure, al costat de Nicolas Cage, Wicker Park i Mr. Nobody,. Tot i així, quan va començar a rebre vertader reconeixement internacional, especialment per part de la crítica, va ser pel seu paper de Bridget von Hammersmark a Maleïts malparits de Quentin Tarantino. Kruger ha rodat dues vegades amb Brad Pitt, Rose Byrne, Nicolas Cage i Sean Bean.

## Biografia
Kruger va néixer a Alemanya, la seva mare Maria-Theresia treballava en un banc i el seu pare, Hans-Heinrich Heidkrüger, era impressor. De nena va estudiar ballet a l'escola Freese-Baus. Va destacar molt en la dansa, així que amb 13 anys la van enviar a estudiar ballet amb el Ballet Real a Londres. Els seus pares es van divorciar més tard, arran dels problemes del seu pare amb l'alcohol.
Actualment té una relació amorosa amb Joshua Jackson, un dels protagonistes de la sèrie Fringe.
Als 15 anys va formar part en el concurs de models Look of the Year, on va arribar fins a la final. Es va traslladar després a París, la ciutat més important del món de la moda, i va abandonar l'ensenyament secundari. Va ser fitxada per l'agència Elite i aviat desfilaria per les passarel·les amb signatures com Dior, Yves Saint-Laurent o Giorgio Armani.
Diane va estudiar art dramàtic a París i Nova York, i després va voler actuar en la pel·lícula de Luc Besson El cinquè element, però no va poder fer-ho, ja que no parlava francès amb la suficient fluïdesa.

## Carrera
El 2002 i motivada pel seu llavors espòs, l'actor francès Guillaume Canet, que va actuar a La platja, es va introduir al món de la interpretació i va aparèixer per primera vegada en una pel·lícula, The Piano Player, amb Christopher Lambert i Dennis Hopper. Després d'aquest començament, Diane va actuar en alguns films francesos, com Mon idole (2002), Ni pour, ni contre (bien au contraire) (2003) i 24 hores al límit (2003).

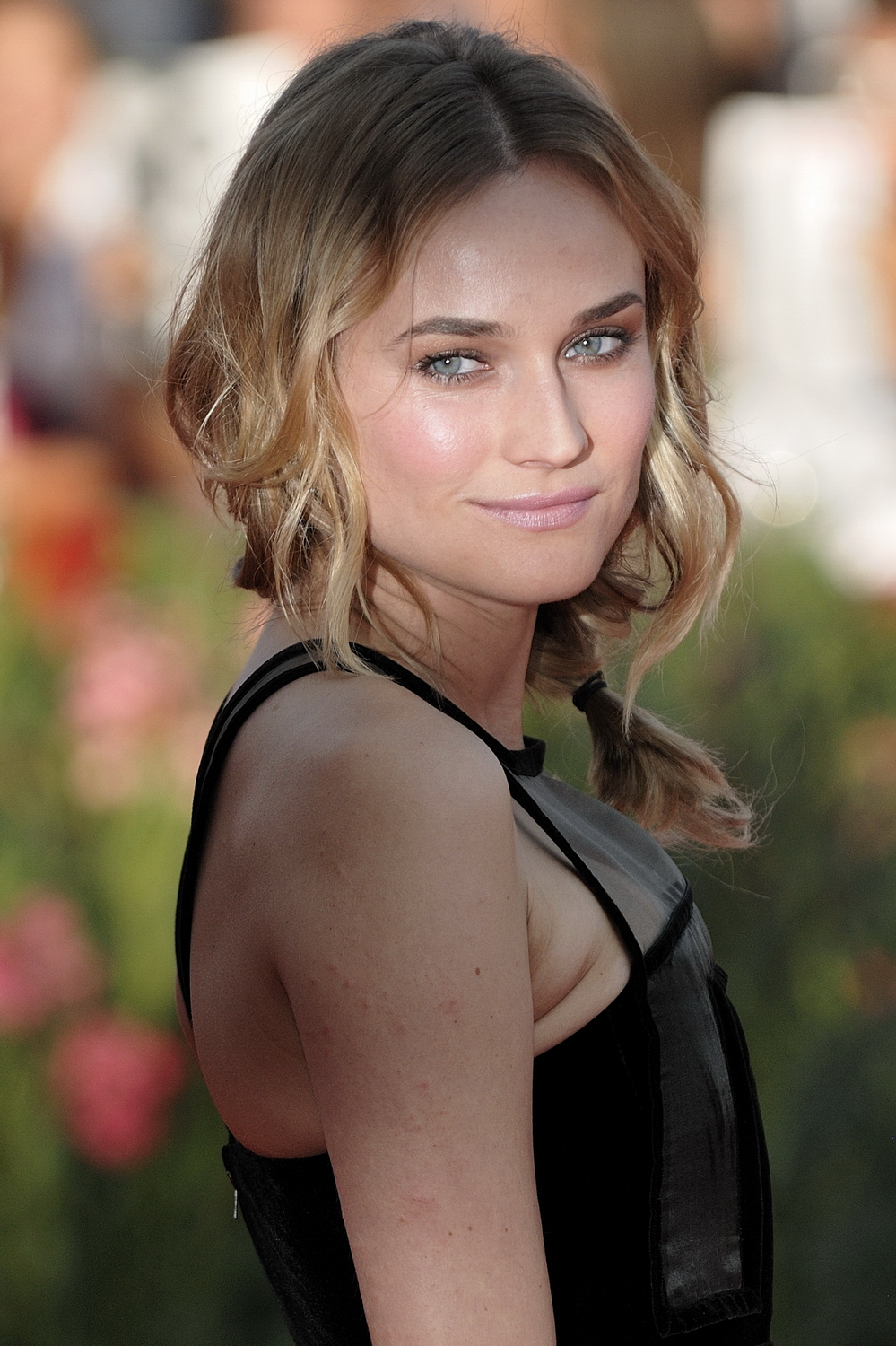
Kruger en la cerimònia de la 66a edició del Festival de Venècia el 2009.

És en la pel·lícula de Wolfgang Petersen, Troia (2004), on Diane Kruger aconsegueix el seu paper més conegut, el d'Helena. En aquesta pel·lícula va treballar amb actors de renom com Brad Pitt, Orlando Bloom, Sean Bean, Eric Bana, i amb la no tan coneguda aleshores Rose Byrne a més del mític Peter O'Toole. En aquesta pel·lícula, va interpretar a Helena, la dona més bella de la seva època, sobre el que va dir: Alguns podrien dir: sí, ella hauria de ser Helena, tan sols n'hi ha prou amb apreciar la seva bellesa.
El 2004 va fer National Treasure. El seu paper en aquesta pel·lícula va ser un important impuls en la seva carrera. Protagonitzant la pel·lícula al costat de Nicolas Cage, interpreta a Abigail Chase, que acompanya a Ben Gates (Cage) i a Riley Poole (Justin Bartha) en la cerca d'un tresor en la qual es veuen embolicats diversos personatges de la història dels Estats Units com Benjamin Franklin. La pel·lícula va tenir la seva seqüela, National Treasure: Book of Secrets, el desembre de 2007. El 2008 va fer la pel·lícula francesa Pour elle, en la qual representa una dona empresonada injustament per l'homicidi de la seva cap.
El 2009 va formar part del repartiment de Maleïts malparits, pel·lícula de Quentin Tarantino, com l'exquisida agent encoberta Bridget von Hammersmark. Va aconseguir una destacada actuació al costat de Christoph Waltz, Mélanie Laurent i, de nou, amb Brad Pitt.
El 2012 va obtenir el paper de la reina Maria Antonieta d'Àustria en la pel·lícula francesa Les Adieux à la reine, dirigida per Benoît Jacquot. Diane Kruger protagonitza la sèrie de televisió estatunidenca The Bridge estrenada el 2013.

## Vida personal
Va estar casada des de 2001 fins al 2006 amb l'actor francès Guillaume Canet, matrimoni que va acabar en divorci. La seva última parella va ser l'actor canadenc Joshua Jackson, de qui es va separar al juliol de 2016. El 2015, Kruger va conèixer l'actor Norman Reedus al plató de Sky. Els dos van ser vistos junts per primera vegada com a parella el juliol de 2016. El novembre de 2018, Kruger va donar a llum la seva filla, el seu primer i el seu segon fill. Diane Kruger parla fluidament francès i anglès, a part del seu idioma matern, l'alemany.

## Filmografia

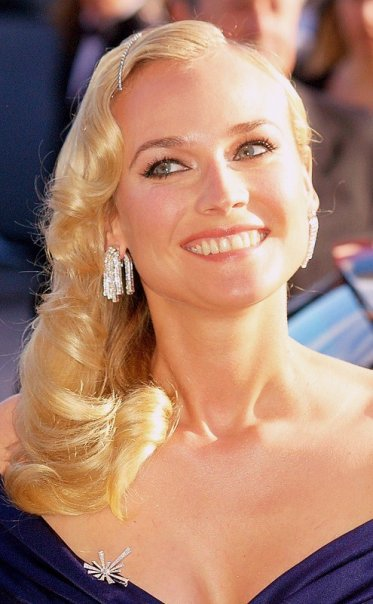
Diane Kruger, Festival de Canes 2009

| Any  | Pel·lícula                             | Direcció                           | Personatge                |
| ---- | -------------------------------------- | ---------------------------------- | ------------------------- |
| 2002 | Mon idole                              | Guillaume Canet                    | Clara Broustal            |
| 2002 | Ni pour, ni contre (bien au contraire) | Cédric Klapisch                    | La call-girl              |
| 2002 | The Piano Player                       | Jean-Pierre Roux                   | Erika Nile                |
| 2003 | 24 hores al límit                      | Louis-Pascal Couvelaire            | Julie Wood                |
| 2004 | National Treasure                      | Jon Turteltaub                     | Abigail Chase             |
| 2004 | Narco                                  | Tristan Aurouet i Gilles Lellouche | Noia del night club       |
| 2004 | Obsessió                               | Paul McGuigan                      | Lisa                      |
| 2004 | Troia                                  | Wolfgang Petersen                  | Helena de Troia           |
| 2005 | Frankie                                | Fabienne Berthaud                  | Frankie                   |
| 2005 | Bon Nadal                              | Christian Carion                   | Anna Sörensen             |
| 2006 | Les brigades du tigre                  | Jérôme Cornuau                     | Constance Radetsky        |
| 2006 | Copiant Beethoven                      | Agnieszka Holland                  | Anna Holtz                |
| 2007 | National Treasure:Book of Secrets      | Jon Turteltaub                     | Abigail Chase             |
| 2007 | The Hunting Party                      | Richard Shepard                    | Mirjana                   |
| 2007 | L'âge des ténèbres                     | Denys Arcand                       | Verónica Star             |
| 2007 | Goodbye Bafana                         | Bille August                       | Gloria Gregory            |
| 2008 | Pour elle                              | Fred Cavayé                        | Lisa                      |
| 2009 | Mr. Nobody                             | Jaco Van Dormael                   | Anna                      |
| 2009 | Maleïts malparits                      | Quentin Tarantino                  | Bridget von Hammersmark   |
| 2009 | El cas Farewell                        | Christian Carion                   | espia fent jòguing        |
| 2010 | Pieds nus sur les limaces              | Fabienne Berthaud                  | Clara                     |
| 2010 | Inhale                                 | Baltasar Kormákur                  | Diane Stanton             |
| 2011 | Sense identitat                        | Jaume Collet-Serra                 | Gina                      |
| 2011 | Special Forces                         | Stéphane Rybojad                   | Elsa                      |
| 2012 | Les adieux à la reine                  | Benoît Jacquot                     | Maria Antonieta d'Àustria |
| 2012 | Porta'm a la lluna                     | Pascal Chaumeil                    | Isabelle                  |
| 2013 | L'hoste                                | Andrew Niccol                      | Buscadora/Lacey           |
| 2013 | Guillaume i els nois, a taula!         | Guillaume Gallienne                | Ingeborg                  |
| 2014 | The Better Angels                      | A.J. Edwards                       | Sarah Lincoln             |